# SPIRALE
Pour les articles homonymes, voir Spirale (homonymie).
SPIRALE (acronyme de Système Préparatoire Infra-Rouge pour l’ALErte) est un système militaire expérimental français destiné à mettre au point les techniques de détection de tir de missiles balistiques depuis l'espace (satellite d'alerte précoce). Il est constitué de deux microsatellites de 117,3 kilogrammes chacun porteurs d'une charge utile constituée par une caméra infrarouge. Les satellites, lancés en 2009, achèvent leur mission en 2011. 

## Historique du projet
Les satellites SPIRALE sont l'aboutissement d'un projet de la direction générale de l'Armement (DGA) qui débute en 2004. L'objectif du projet est de préparer la réalisation d'un satellite d'alerte précoce opérationnel en 2020 capable de détecter le lancement d'un missile balistique en détectant la chaleur dégagée par les moteurs durant la phase propulsive grâce à leur signature infrarouge recueillie par une caméra. SPIRALE doit permettre de mettre au point les techniques d'interprétation des données recueillies pour écarter les sources de fausses alarmes : nuages, montagnes enneigées... Les spécifications du projet sont figées en 2006. La réalisation du segment spatial est pilotée conjointement par la DGA et le Centre national d'études spatiales (CNES). Les deux satellites achèvent leur mission respectivement en février et mars 2011 et leur périgée est abaissé à 200 kilomètres d'altitude pour garantir une rentrée atmosphérique dans 25 ans environ, conformément à la législation française sur les débris spatiaux. 

## Déroulement de la mission
Les deux satellites SPIRALE sont placés sur une orbite elliptique haute de 600 × 36 000 kilomètres avec une inclinaison de 2,0° par un lanceur Ariane 5 lancée le 12 février 2009. L'orbite d'opération a une inclinaison de 7,0°. Ces satellites doivent permettre la mise au point des futurs satellites d'alerte avancée. L'instrument principal est un télescope infrarouge refroidi qui doit permettre la détection du départ des missiles. La durée de vie prévue est de 14 mois. 

## Caractéristiques techniques
Les deux satellites (nommés SPIRALE A et B), construits par EADS Astrium et Thales Alenia Space, utilisent la plate-forme Myriade, stabilisée sur trois axes, du CNES avec une protection renforcée contre les radiations car l'orbite traverse les ceintures de Van Allen. Chaque satellite, qui a une forme de prisme carré droit (1,36 × 0,72 × 0,72 mètre), comporte deux panneaux solaires de 2,17 mètres d'envergure qui fournissent 160 watts. L'orientation est maintenue par trois volants d'inertie et quatre petits moteurs à hydrazine d'une poussée de 1 newton. Le satellite utilise trois capteurs solaires et un viseur d'étoiles pour déterminer son orientation. L'ordinateur embarqué utilise un processeur Inmos T805 avec une mémoire de masse de 60 mégaoctets. Le programme, réalisé par EADS Astrium, coûte 124 millions d'euros.